# TNT + Filme
TNT + Filme é um programa de televisão do canal pago TNT apresentado pela atriz Virgínia Cavendish e que conta com Rubens Ewald Filho como comentarista. É uma espécie de "jogo" com os telespectadores, que tenta fazer com que estes decifrem o filme retratado no episódio através de reportagens que deixam "pistas" pelo caminho.